# Parapsyllus ambrosius
Parapsyllus ambrosius är en loppart som beskrevs av Smit 1987. Parapsyllus ambrosius ingår i släktet Parapsyllus och familjen Rhopalopsyllidae. Inga underarter finns listade i Catalogue of Life.